# سلانتسي
سلانتسي (بالروسية: Сланцы) هي إحدى مدن روسيا في الكيان الفدرالي الروسي لينينغراد أوبلاست.